# بيت الأحمر (سنحان)

تعديل مصدري - تعديل

بَيْت الأحمر هي إحدى قرى عزلة الربع الشرقي بمديرية سنحان وبني بهلول التابعة لمحافظة صنعاء، بلغ تعداد سكانها 683 نسمة حسب تعداد اليمن لعام 2004.
يحدها من شمال غرب مقولة، ومن الجنوب السرين والدرم، ومن الغرب الجحشي والجيرف ومسعود، ومن الشرق بيت جرم.هي مسقط رأس الرئيس السابق علي عبدالله صالح وعدد من القيادات العسكرية في عهده، ومنهم: 
علي محسن الأحمر نائب رئيس الجمهورية السابق رئيس الفرقة الأولى مدرع سابقاً.
محمد عبد الله صالح قائد الأمن المركزي الأسبق
علي صالح الأحمر قائد سابق الحرس الجمهوري وسفير في واشنطن سابقاً.
أحمد علي عبد الله صالح قائد الحرس الجمهوري والقوات الخاصة ثم سفير سابق في الإمارات
محمد صالح الأحمر قائد القوات الجوية سابقاً
يحيى محمد صالح رئيس أركان الأمن المركزي سابقاً.
طارق محمد صالح قائد الحرس الخاص سابقاً.
محمد إسماعيل الاحمر قائد المنطقة العسكرية الشرقية سابقاً.
محمد علي محسن قائد المنطقة العسكرية الشرقية سابقاً.
عبداللاه القاضي قائد قاعدة العند العسكرية سابقاً.
عبد الخالق القاضي رئيس مجلس إدارة الخطوط الجوية اليمنية سابقاً.
يوجد في القرية وادي وفي أعلاها حصن قديم يسميان وادي عفاش وحصن عفاش، نسبة لإسم «عفاش» جد عائلة الرئيس السابق صالح، وهو اللقب الذي صار اليمنيون يطلقونه على سبيل الاستخفاف أو التندر على الرئيس السابق وأقربائه بعد مغادرته للسلطة أوائل العام 2012، دون معرفة حقيقية لسبب تسميتهم بهذا اللقب.